# パン屋襲撃
『パン屋襲撃』（パンやしゅうげき）は、村上春樹の短編小説。1982年、山川直人により映画化された。

## 概要
| 初出     | 『早稲田文学』1981年10月号                 |
| 収録書籍 | 『夢で会いましょう』（冬樹社、1981年11月） |

糸井重里との共著『夢で会いましょう』には「パン」というタイトルで収録された。1991年7月刊行の『村上春樹全作品 1979〜1989』第8巻に収録される際、タイトルは元の「パン屋襲撃」に戻った。
本作は角川書店編集の国語教科書に入る予定だったが、検定の際「パン屋を襲うことと共産党員を襲うことに我々は（中略）ヒットラー・ユーゲント的な感動を覚えていた」という表現が問題となり、収録は見合わされた。
2012年3月8日、本作とその続編である「パン屋再襲撃」の2短編が、ドイツのデュモン社よりカット・メンシックのイラストレーション付きで一冊の本として出版された（タイトルは『 Die Bäckereiüberfälle』）。そして翌年2013年2月28日、新潮社より同書の日本語版が出版される。その際加筆修正がなされ、本作のタイトルも絵本のタイトルと同じ「パン屋を襲う」とされた。

## あらすじ
「僕」と相棒は腹を減らせていた。まる2日も水しか飲んでいなかった。一度だけひまわりの葉っぱを食べてみたけれど、もう一度食べたいという風には思えなかった。そんなわけで「僕」は相棒と包丁を持ってパン屋にでかけた。パン屋の親父は頭のはげた50すぎの共産党員である。
店内には一人しか客がいなかったが、オバサンは買うべき品物をなかなか選ぶことができない。パン屋の主人はラジオ・カセットから流れるワグナーにうっとり耳を澄ませていた。
クロワッサン2個を買ったオバサンが店を去ると、いよいよ「僕」と相棒の出番である。
「とても腹が減っているんです。おまけに一文なしなんです」と「僕」は主人にうちあけた。
「なるほど」と主人は肯き、「君たちは好きにパンを食べていい。そのかわりワシは君たちを呪ってやる。それでいいかな」と言った。相棒が「俺は呪われたくない、あっさり殺っちまおう」と言うと、主人は自分は殺されたくないと答えた。
しばらくして、主人はある提案を持ちかける。

## 映画
日本の短編映画。1982年製作。上映時間16分。
- 監督・脚本：山川直人[4]
- 原作：村上春樹
- 製作：下条正道
- 出演：趙方豪、諏訪太朗、室井滋